# تری‌فلورواستیک اسید
تری فلورو استیک اسید (به انگلیسی: Trifluoroacetic acid) با فرمول شیمیایی C2HF3O2 یک ترکیب شیمیایی است. که جرم مولی آن 114.02 g/mol می‌باشد. شکل ظاهری این ترکیب، مایع بی‌رنگ است.